# D’espairsRay
D'espairsRay fue un grupo de rock japonés, fundado el 9 de septiembre de 1999. Nunca ha cambiado su formación desde su debut hasta el final de sus días.

## Historia
Banda japonesa creada el 9 de septiembre de 1999, con Hizumi de vocalista, Karyu de guitarra, Zero en el bajo y Tsuakasa en la batería, D'espairsRay hizo una inmediata impresión en la escena del Visual kei después de varios eventos, incluyendo su primer LIVE en el Takadanobaba AREA, y DEMOS (que regalaban después de sus shows), el grupo estrenó su primer sencillo, "KUMO", a finales del 2000.
En el 2001, lanzaron su segundo sencillo y miniálbum llamado "TERRORS", un mes después de su lanzamiento, la banda viajó de nuevo al Takadanobaba AREA para otro LIVE. Los dos años siguientes fueron de giras, incluyendo su espectáculo gratuito en el Meguro Live Station en Tokio.
En el 2003 también lanzaron dos nuevos Singles, "MaVERiCK" y "GARNET". Al final de ese año fueron parte de “the 'Beauti-Fool's Fest”, evento al que asistieron bandas reconocidas como Merry y MUCC.
En el 2004, notando que había fanes internacionales, la banda brindó un Tour en Europa "D’espairsRay Europe Tour 2004".
Luego en el 2005, de 6 años de haber comenzado, lanzaron su primer Álbum “COLL:SET”. Ese año volvieron nuevamente a Europa, junto con Kagerou.
En el 2006, viajaron a E.U.A por primera vez pero no última, por un mini tour, sacando su segundo LIVE DVD “LIQUIDIZE”.
El 2007, abril trajo consigo su segundo álbum, “MIRROR”, y noticias de las nuevas fechas de los próximos Tours, como en el territorio americano, donde se presentaron en el famoso 'J-Rock Revolution Festival', en Los Ángeles. En septiembre, lanzaron otro DVD, "Spiral Staircase #15".
En el 2008, comenzó su Tour con MUCC y The Underneath, en el "Taste of Chaos 2008", que fue un Tour realizado en todo los Estados Unidos. En mayo sacaron su primer sencillo después de un año de no sacar temas nuevos, titulado "Brilliant", tema que luego tocaron en el "Hide Memmorial SUMMIT", luego en agosto otro sencillo llamado "Kamikaze" que ya habían tocado anteriormente en algunos conciertos, en septiembre anunciaron su próximo sencillo "Horizon", que fue lanzado en diciembre.
En enero del 2009, lanzaron la noticia de su próximo Álbum, que sería lanzado el 11 de marzo, llamado "Redeemer". Acompañado de una serie de conciertos en Japón desde abril a junio modo de promoción a su nuevo álbum.
Un año después, lanzaron 'MONSTERS', el último material inédito de la banda y para promocionarlo, la banda viajó a diferentes partes de Japón, Europa y Estados Unidos, sorprendiendo a sus seguidores con actuaciones enérgicas y demostrando su talento como una de las bandas más representativas del movimiento japonés del rock a nivel internacional.
Durante esta misma gira, se anunció que Hizumi padecía desde hacía mucho tiempo un malestar desconocido en la garganta que hacía que cantar le resultase doloroso, por lo que se acordó que después del último concierto que tendrían en Japón para cerrar su gira, estarían en hiatus indefinido para permitirle recuperar la salud.
Desde principios del año, los admiradores de D'espairsRay esperaban noticias con respecto al futuro de la banda y el estado de salud del vocalista; pese a diversas entrevistas hechas a los miembros y que los cuatro asistieron a eventos de caridad, finalmente el 15 de junio se confirmó a través de Facebook, Twitter y la página oficial que la banda se disolvería porque el estado de Hizumi no había mejorado.
Actualmente han anunciado su regreso en celebración de su 15 aniversario este 29 de julio.

## Miembros
HIZUMI

Posición: Vocalista

Cumpleaños: 2 de marzo

altura:1,68 

Karyu

Posición: Guitarrista

Cumpleaños: 7 de diciembre

ZERO

Posición: Bajista

Cumpleaños: 31 de julio

TSUKASA

Posición: Batería

Cumpleaños: 6 de marzo

## Discografía

### Álbumes
- Coll:set (29 de junio de 2005)
- Mirror (11 de abril de 2007)
- Redeemer (11 de marzo de 2009)
- Monsters (28 de julio de 2010)

### EP
- Kumo (蜘蛛?), (21 de octubre de 2000)
- Genwaku (眩惑?), (1 de abril de 2001)
- Terrors (21 de julio de 2001)
- Sexual Beast (5 de junio de 2002)
- Born (28 de abril de 2004)

### Sencillos
- "Maverick" (12 de febrero de 2003)
- "Garnet" (12 de noviembre de 2003)
- "Gemini" (1 de septiembre de 2004)
- "Garnet" (reedición, 19 de octubre de 2005)
- "Kogoeru Yoru ni Saita Hana" (凍える夜に咲いた花?), (5 de abril de 2006)
- "Squall" (14 de marzo de 2007)
- "Brilliant" (14 de mayo de 2008)
- "Kamikaze" (6 de agosto de 2008)
- "Final Call" (9 de septiembre de 2009)
- "Love is Dead" (14 de abril de 2010)

### Compilaciones
- IMMORTAL (29 de diciembre de 2009)
- antique (30 de marzo de 2011)

### DVD
- Murder Day (23 de septiembre de 2004)
- The World Outside the Cage (8 de marzo de 2006)
- Live Tour 06 (Liquidize) (20 de diciembre de 2006)
- Spiral Staircase #15 (5 de septiembre de 2007)
- 10th Anniversary Live Closer to ideal -Brandnew scene- (29 de diciembre de 2009)
- Spiral Staircase: Outflies (28 de mayo de 2010) (Fecha de lanzamiento sólo en la versión europea de "Immortal".)